# Landas
Landas är en kommun i departementet Nord i regionen Hauts-de-France i norra Frankrike. Kommunen ligger i kantonen Orchies som tillhör arrondissementet Douai. År 2022 hade Landas 2 482 invånare.

## Befolkningsutveckling
Antalet invånare i kommunen Landas
| Referens: INSEE |